# 東邦化学工業
東邦化学工業株式会社（とうほうかがくこうぎょう、英: TOHO CHEMICAL INDUSTRY COMPANY,LIMITED）は、東京都中央区に本社を置く界面活性剤を主力とする化学メーカーである。東京証券取引所スタンダード市場上場企業。

## 沿革
- 1938年（昭和13年）3月 - 設立[1]。
- 1962年（昭和37年）5月 - 東京証券取引所市場第二部に上場[1]。
- 1999年（平成11年）12月 - ISO9001認証取得[1]。
- 2001年（平成13年）12月 - ISO14001認証取得[1]。

## 事業所
- 本社 - 東京都中央区
- 追浜工場・追浜研究所 - 神奈川県横須賀市
- 千葉工場・千葉研究所 - 千葉県袖ケ浦市
- 四日市工場 - 三重県四日市市
- 徳山工場 - 山口県周南市

## 関連会社
- 近代化学工業
- 横須賀環境技術センター
- 東邦化学倉庫
- 懐集東邦化学有限公司
- 東邦化学タイランド